# Аргентино-хорватские отношения
Аргентино-хорватские отношения (хорв. hrvatsko-argentinski odnosi, исп. relaciones entre Argentina y Croacia) — исторические и текущие двусторонние отношения между Аргентиной и Хорватией. Оба государства являются членами ООН.
Обе страны имеют дружеские отношения, важность которых коренится в истории хорватской миграции в Аргентину, где ныне насчитывается примерно 250 000 аргентинцев хорватского происхождения.

## История
В 1864 году Аргентина и Австро-Венгерская империя (частью которой Хорватия тогда была) установили дипломатические отношения. В 1918 году после Первой мировой войны Австро-Венгерская империя распалась, а Хорватия вскоре попала в состав общего государства большинства южных славян. После Второй мировой войны примерно 35 000 хорватов иммигрировали в Аргентину. В июне 1991 года Хорватия провозгласила свою независимость от Югославии. 13 апреля 1992 года Аргентина признала молодое государство и установила с ним дипломатические отношения, став первым американским государством, признавшим Хорватию.
Во время хорватской войны за независимость аргентинское правительство президента Карлоса Менема контрабандно доставляло в Хорватию оружие, несмотря на эмбарго ООН, наложенное на всю территорию бывшей Югославии, а значит, и на Хорватию. Аргентинское оружие для Хорватии было отправлено семью партиями в промежутке с 1991 по 1995 год. Приблизительно 400 аргентинцев (в основном хорватского происхождения) воевали за Хорватию в войне за независимость страны. Аргентина также предоставила своих военных для операции ООН по восстановлению доверия в Хорватии. В январе 1993 года президент Аргентины Карлос Менем прибыл в Хорватию, где посетил аргентинские войска, дислоцированные в этой стране.
Вскоре после установления дипломатических отношений Хорватия открыла постоянное посольство в Буэнос-Айресе, а в 1994 году президент Хорватии Франьо Туджман нанес в Аргентину визит, став первым главой хорватского государства, посетившим эту южноамериканскую страну.

В городах Буэнос-Айрес и Росарио, где исторически действовали хорватские союзы, ассоциации и католические миссии, под эгидой Министерства науки и образования Хорватии созданы курсы лекций хорватского языка и литературы по программам студенческого обмена.

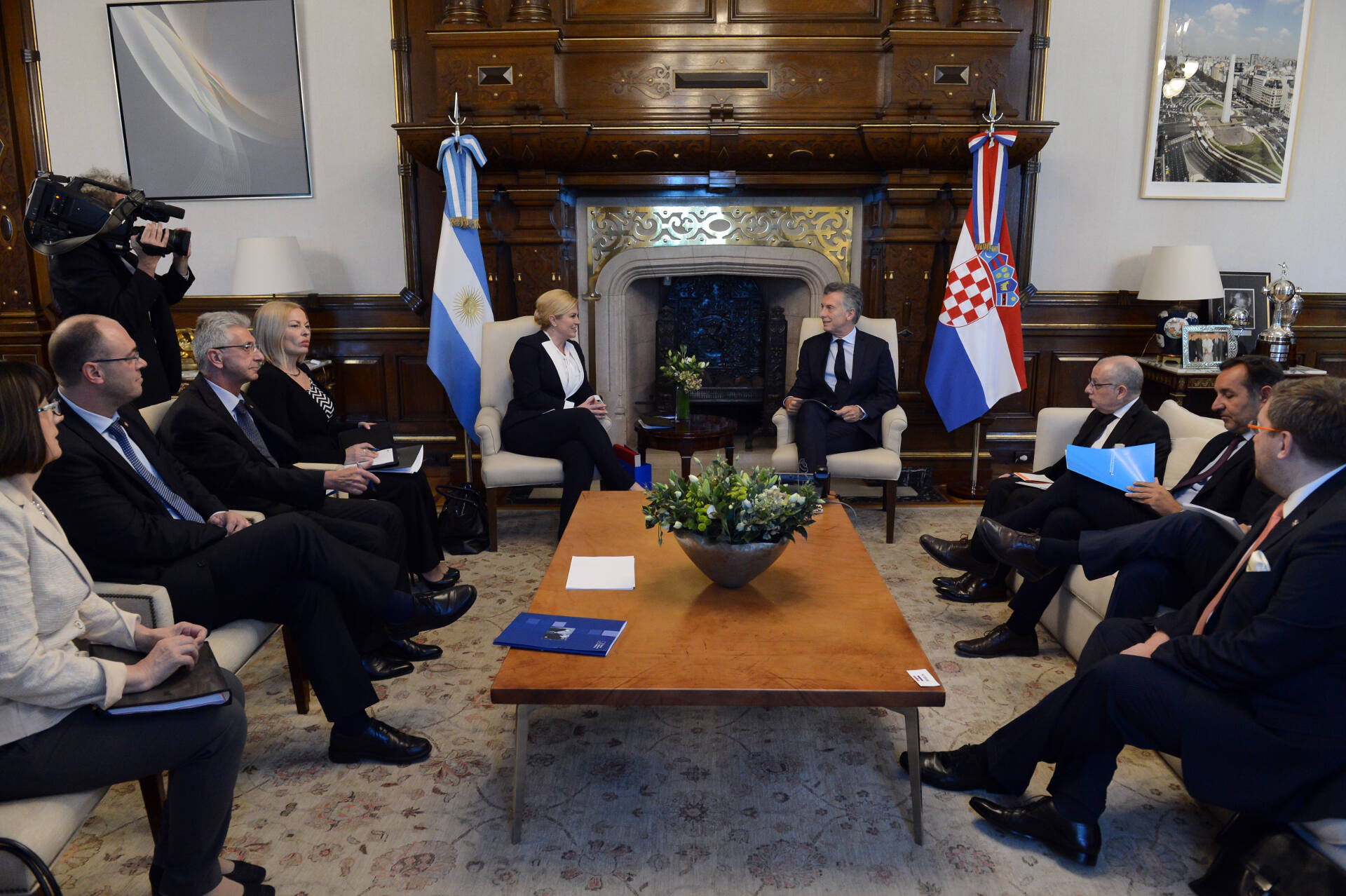
Президент Аргентины Маурисио Макри и президент Хорватии Колинда Грабар-Китарович в Буэнос-Айресе (март 2018)

В аргентинской столице основана Аргентино-хорватская торгово-промышленная палата (председатель — Маркос Пеячевич), которая способствует экономическому сотрудничеству между двумя государствами, а также сотрудничеству между хорватскими субъектами хозяйствования в Аргентине.
В XXI веке страны присоединились к крупным общим рынкам: Аргентина — в МЕРКОСУР, а Хорватия — в Европейский Союз, что открыло пространство для улучшения экономического сотрудничества между двумя государствами.
В мае 2003 года президентом Аргентины избран Нестор Киршнер (по матери — Остоич, что свидетельствует о хорватском происхождении). В апреле 2010 года в хорватском парламенте в Загребе состоялось второе заседание хорватско-аргентинской межпарламентской группы дружбы, на котором присутствовал госсекретарь по внешней политике Аргентины Викторио Тачетти. В октябре 2017 года заместитель министра иностранных дел Хорватии Здравка Бушич посетила Аргентину для участия во 2-м заседании политических консультаций между двумя странами.
В марте 2018 года Аргентину посетила президент Хорватии Колинда Грабар-Китарович, встретившись с президентом Маурисио Макри. Пребывая в Аргентине, Грабарь-Китарович также посетила города Росарио и Сан-Мигель-де-Тукуман, встретившись с представителями общины аргентинских хорватов.

## Визиты высокого уровня
Визиты высокого уровня из Аргентины в Хорватию
- Президент Карлос Менем (1993)
- Госсекретарь по внешней политике Викторио Тачетти (2010)

Визит высокого уровня из Хорватии в Аргентину
- Президент Франьо Туджман (1994)
- Президент Колинда Грабар-Китарович (2018)
- Заместитель министра иностранных дел Здравка Бушич (2017, 2018)

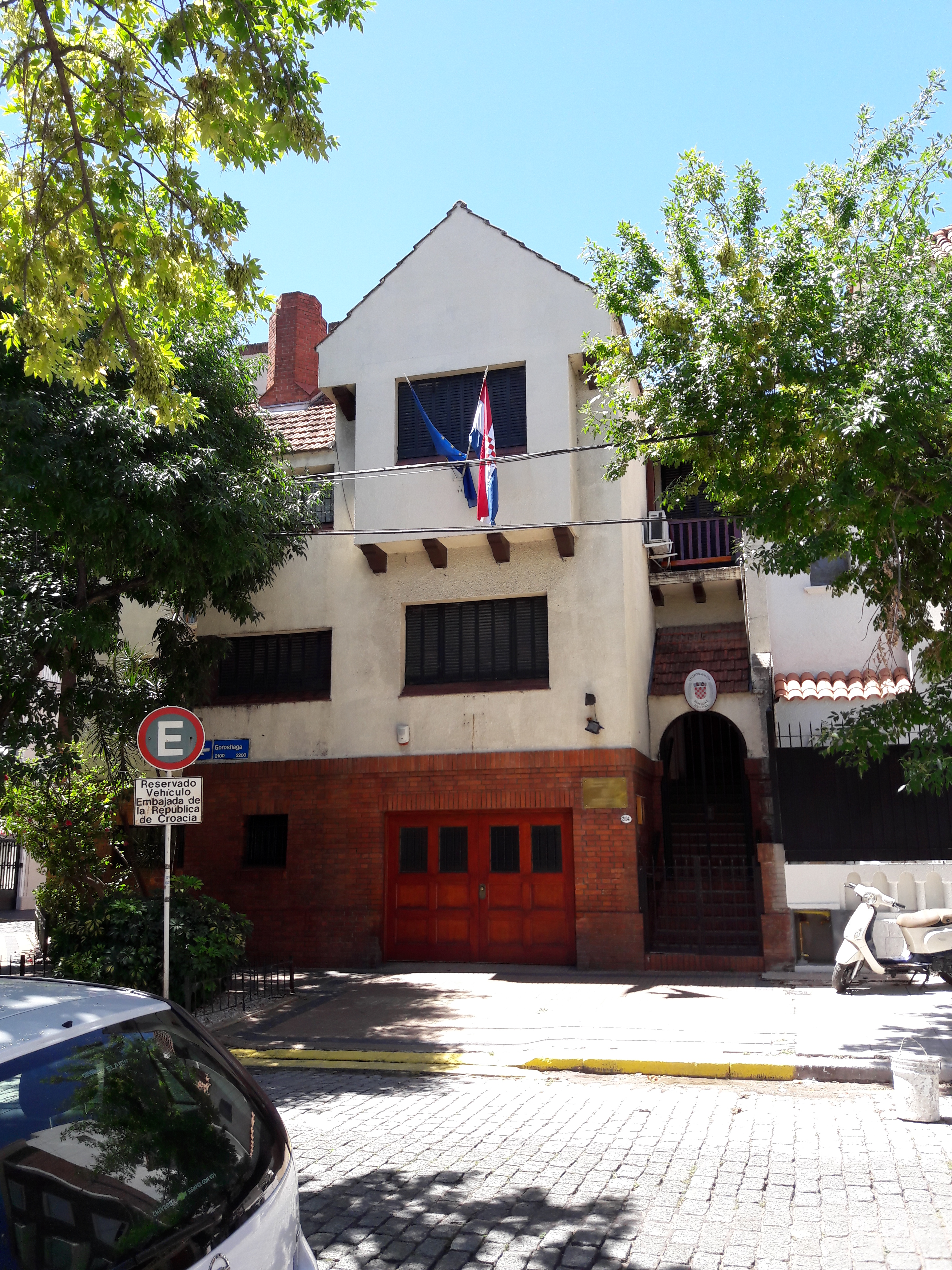
Здание Посольства Хорватии в Буэнос-Айресе

## Двусторонние соглашения
Обе страны подписали несколько двусторонних соглашений, таких как Соглашение о поощрении и взаимной защите инвестиций (1994), Соглашение о торгово-экономическом сотрудничестве (1994), Соглашение о безвизовом режиме (1994), Соглашение о сотрудничестве в области здравоохранения животных (2000), Соглашение об образовательном сотрудничестве (2007), Соглашение об экономическом сотрудничестве (2014), Соглашение о сотрудничестве в области науки и технологий (2014), Меморандум о взаимопонимании в сфере дипломатической подготовки между дипломатическими академиями обеих стран (2018) и Соглашение о культурном сотрудничестве (2018).

## Постоянные дипломатические миссии
- Аргентина представлена в Хорватии через свое посольство в Венгрии (Будапешт)[12].
- Хорватия имеет посольство в Буэнос-Айресе[13].

Кроме того, в городах Кордова и Сан-Мигель-де-Тукуман, являющихся центрами одноименных провинций, действуют почётные консульства. Историческое почётное консульство в Росарио в провинции Санта-Фе перестало работать (нет назначенного персонала).